# 小行星2851
小行星2851（2851 Harbin），又称为哈尔滨星，是由紫金山天文台在1978年10月30日发现的主带小行星，屬於v-型小行星。
小行星2851以黑龙江省的省会哈尔滨市命名。